# KNOW-FM
KNOW-FM (91,1 FM) ist der Hauptsender des Minnesota Public Radio (MPR) mit Standort Saint Paul. Die Station sendet vor allem ein Talkradio-Format für das Gebiet Metropolregion Minneapolis-St. Paul. Nachdem 1991 die Frequenz einer kommerziellen Station frei geworden ist, betreibt MPR ein Talkradio-Programm und parallel mit KSJN auf UKW 99,5 MHz ein Programm für klassische Musik.
Die Studios von KNOW-FM befinden sich im MPR Broadcast Center in der Cedar Street in Downtown St. Pauls, während sich der Sender auf dem KMSP-Tower in Shoreview befindet. Mit 100 kW strahlt KNOW-FM auf UKW 91.1 MHz ab. Der Sender nutzt drei HD-Radio-Kanäle.
2013 belegte KNOW den dritten Platz in der Top Ten der Highest Reaching Public Radio Stations in den USA.

## Programm
- KNOW-FM sendet in HD-Radio:
  - Kanal HD-1: KNOW-FM
  - Kanal HD-2: Radio Heartland (Folk)
  - Kanal HD-3: BBC World Service